# Prérogative royale
La prérogative royale (royal prerogative) désigne un ensemble de pouvoirs, privilèges et immunités qui sont attribués au souverain. Dans les monarchies constitutionnelles, ces pouvoirs, privilèges et immunités sont dorénavant dévolus au gouvernement.
Dans les pays fondés sur le système de Westminster, les prérogatives royales sont l'ensemble des pouvoirs royaux que le Parlement n'a pas décidé d'encadrer par la loi et qui sont exercés par le gouvernement au nom du souverain.

## Définition
La prérogative royale est le moyen par lequel certains pouvoirs exécutifs d'un gouvernement sont utilisés, investis par un monarque dans le but de la gouvernance de son État. Les prérogatives individuelles peuvent être abrogées par un Parlement.
Alors que certains chefs d'État républicains possèdent des pouvoirs similaires, ils ne sont pas limitrophes, contiennent un certain nombre de différences fondamentales, et sont plus ou moins extensibles (voir Pouvoir modérateur).
En Angleterre, les pouvoirs de la prérogative étaient originellement exercés par le monarque seul, sans consultation d'un accord parlementaire (après la Magna Carta), et ce jusqu'à l'accession au trône du royaume de Grande Bretagne de la maison de Hanovre (House of Hanover). Depuis, ils sont généralement exercés sur le conseil du Premier ministre ou du Cabinet, eux-mêmes responsables devant le Parlement, à l'exception des affaires de la famille royale.
Dans le royaume d'Angleterre (jusqu'en 1707), la Grande-Bretagne (1707-1800) et le Royaume-Uni  (depuis 1801), la prérogative royale était l'une des caractéristiques principales de la gouvernance de la Couronne.
En général, dans les monarchies constitutionnelles, comme au Danemark, au Japon ou en Suède, la prérogative royale sert de fonction cérémonielle de l'État-nation.

## Au Canada
Les prérogatives royales sont toujours présentes au Canada et sont exercés par le gouvernement du Canada.